# Tracy-Bocage
Pour les articles homonymes, voir Tracy.
Tracy-Bocage est une commune française, située dans le département du Calvados en région Normandie, peuplée de 305 habitants.

## Géographie
La commune est aux confins du Bocage virois et de la  plaine de Caen, dans le Pré-Bocage, désignation récente, sorte de seuil du Massif armoricain. Son bourg est à 3 km à l'ouest de Villers-Bocage, à 8,5 km au nord-ouest d'Aunay-sur-Odon et à 9,5 km à l'est de Caumont-l'Éventé.
Le point culminant (189 m) se situe en limite ouest, sur la D 193. Le point le plus bas (95 m) correspond à la sortie de la Seullines du territoire, au nord-est. La commune est bocagère.
| Amayé-sur-Seulles           | Saint-Louet-sur-Seulles                    | Villy-Bocage        |
| Amayé-sur-Seulles, Cahagnes | Tracy-Bocage                               | Villers-Bocage      |
| Coulvain                    | Saint-Georges-d'Aunay, Maisoncelles-Pelvey | Maisoncelles-Pelvey |

Le 1er janvier 2017, la commune passe de l'arrondissement de Caen à celui de Vire.

### Hydrographie
La commune est située dans le bassin Seine-Normandie. Elle est drainée par la Seulline, le ruisseau du Bus et  et un autre petit cours d'eau,.
La Seulline, d'une longueur de 11 km, prend sa source dans la commune de Seulline et se jette  dans la Seulles à Villy-Bocage, après avoir traversé six communes. 

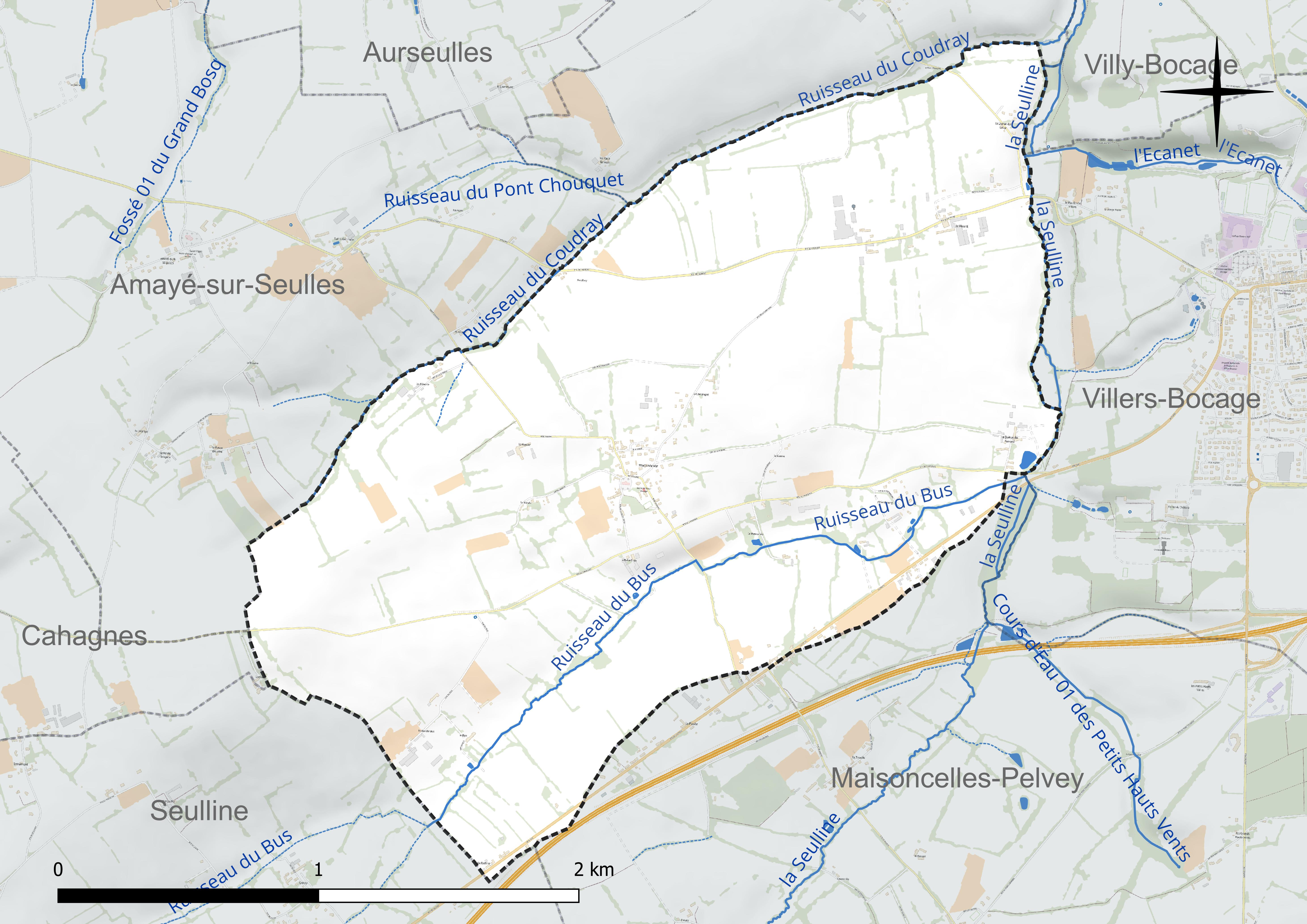
Réseau hydrographique de Tracy-Bocage.

### Climat
Pour des articles plus généraux, voir Climat de la Normandie et Climat du Calvados.
En 2010, le climat de la commune est de type climat océanique franc, selon une étude du CNRS s'appuyant sur une série de données couvrant la période 1971-2000. En 2020, Météo-France publie une typologie des climats de la France métropolitaine dans laquelle la commune est exposée à un climat océanique et est dans la région climatique  Normandie (Cotentin, Orne), caractérisée par une pluviométrie relativement élevée (850 mm/a) et un été frais (15,5 °C) et venté. Parallèlement le GIEC normand, un groupe régional d'experts sur le climat, différencie quant à lui, dans une étude de 2020, trois grands types de climats pour la région Normandie, nuancés à une échelle plus fine par les facteurs géographiques locaux. La commune est, selon ce zonage, exposée à un « climat contrasté des collines », correspondant au Bocage normand, bien arrosé, voire très arrosé sur les reliefs les plus exposés au flux d'ouest, et frais en raison de l'altitude.
Pour la période 1971-2000, la température annuelle moyenne est de 10,4 °C, avec  une amplitude thermique annuelle de 12,5 °C. Le cumul annuel moyen de précipitations est de 872 mm, avec 13,1 jours de précipitations en janvier et 8,1 jours en juillet. Pour la période 1991-2020, la température moyenne annuelle observée sur la station météorologique la plus proche, située sur la commune de Seulline à 4 km à vol d'oiseau, est de 11,3 °C et le cumul annuel moyen de précipitations est de 992,2 mm,. Pour l'avenir, les paramètres climatiques de la commune estimés pour 2050 selon différents scénarios d'émission de gaz à effet de serre sont consultables sur un site dédié publié par Météo-France en novembre 2022.

## Urbanisme

### Typologie
Au 1er janvier 2024, Tracy-Bocage est catégorisée commune rurale à habitat dispersé, selon la nouvelle grille communale de densité à 7 niveaux définie par l'Insee en 2022.
Elle est située hors unité urbaine. Par ailleurs la commune fait partie de l'aire d'attraction de Caen, dont elle est une commune de la couronne,. Cette aire, qui regroupe 296 communes, est catégorisée dans les aires de 200 000 à moins de 700 000 habitants,.

### Occupation des sols
L'occupation des sols de la commune, telle qu'elle ressort de la base de données européenne d'occupation biophysique des sols Corine Land Cover (CLC), est marquée par l'importance des territoires agricoles (100 % en 2018), une proportion identique à celle de 1990 (100 %). La répartition détaillée en 2018 est la suivante : 
terres arables (61,5 %), zones agricoles hétérogènes (22,6 %), prairies (15,9 %). L'évolution de l'occupation des sols de la commune et de ses infrastructures peut être observée sur les différentes représentations cartographiques du territoire : la carte de Cassini (XVIIIe siècle), la carte d'état-major (1820-1866) et les cartes ou photos aériennes de l'IGN pour la période actuelle (1950 à aujourd'hui).

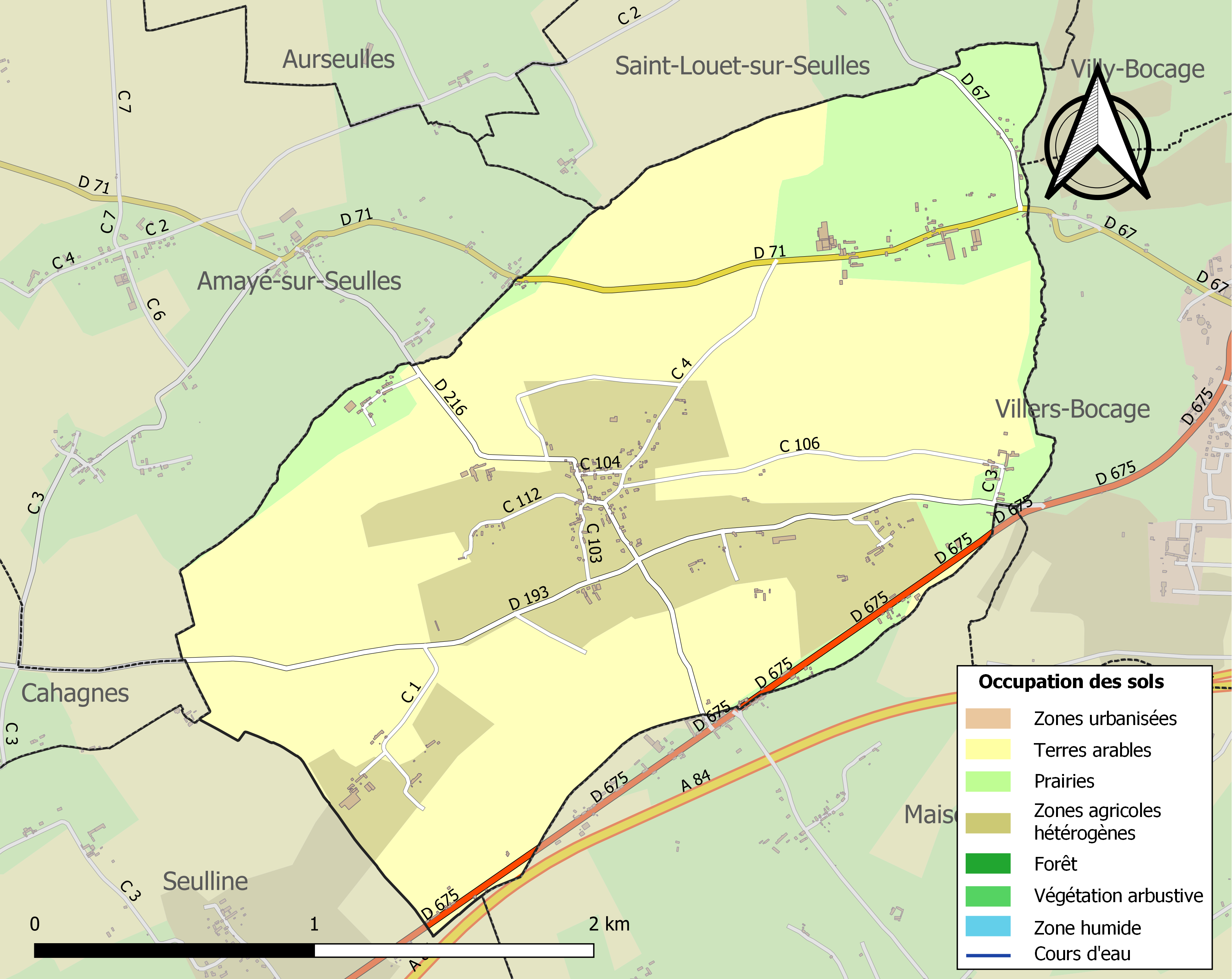
Carte des infrastructures et de l'occupation des sols de la commune en 2018 (CLC).

## Toponymie
Le toponyme est attesté sous la forme Traceium en 1198.
Il serait issu d'un anthroponyme gaulois Draccius, ou latin ou roman Thracius, suivi du suffixe de localisation et de propriété -acum, d'origine gauloise d'où le sens global de « propriété de Draccius / Thracius ».
Le locatif Bocage était déjà présent sur la carte de Cassini au XVIIIe siècle, se référant au Bocage virois.

## Politique et administration
| Période                                  | Période   | Identité         | Étiquette | Qualité   |
| ---------------------------------------- | --------- | ---------------- | --------- | --------- |
| 1989                                     | mars 2001 | Bernard Porquet  |           |           |
| mars 2001                                | mars 2008 | Guy Piedagniel   |           |           |
| mars 2008                                | En cours  | Philippe Frémond | SE        | Cuisinier |
| Les données manquantes sont à compléter. |           |                  |           |           |

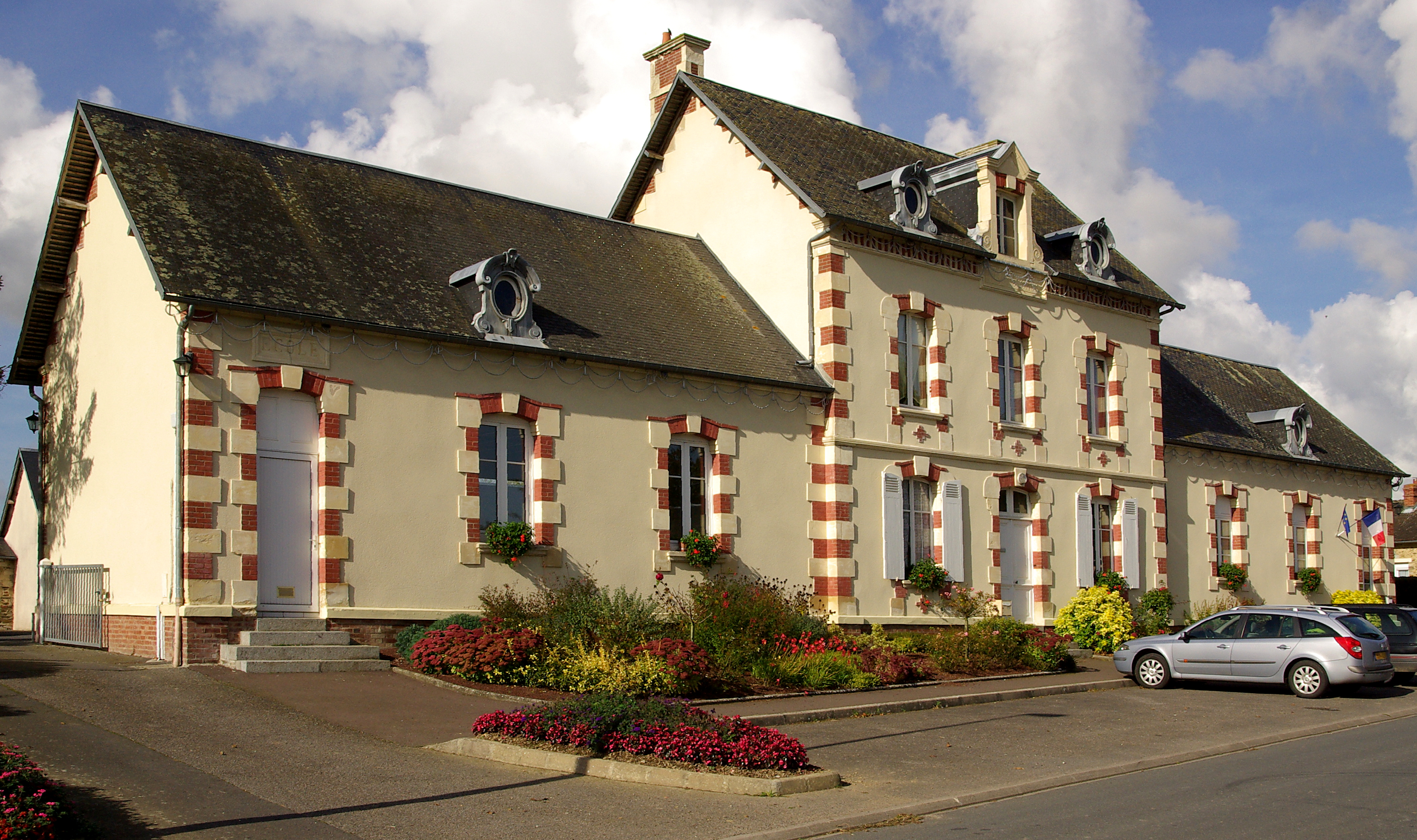
La mairie.

Le conseil municipal est composé de onze membres dont le maire et deux adjoints.

## Démographie
L'évolution du nombre d'habitants est connue à travers les recensements de la population effectués dans la commune depuis 1793. Pour les communes de moins de 10 000 habitants, une enquête de recensement portant sur toute la population est réalisée tous les cinq ans, les populations de référence des années intermédiaires étant quant à elles estimées par interpolation ou extrapolation. Pour la commune, le premier recensement exhaustif entrant dans le cadre du nouveau dispositif a été réalisé en 2008.
En 2022, la commune comptait 305 habitants, en stagnation par rapport à 2016 (Calvados : +1,58 %, France hors Mayotte : +2,11 %).
Tracy-Bocage a compté jusqu'à 540 habitants en 1806.
| 1793 | 1800 | 1806 | 1821 | 1831 | 1836 | 1841 | 1846 | 1851 |
| ---- | ---- | ---- | ---- | ---- | ---- | ---- | ---- | ---- |
| 507  | 475  | 540  | 499  | 509  | 523  | 501  | 475  | 443  |

| 1856 | 1861 | 1866 | 1872 | 1876 | 1881 | 1886 | 1891 | 1896 |
| ---- | ---- | ---- | ---- | ---- | ---- | ---- | ---- | ---- |
| 448  | 424  | 438  | 428  | 383  | 335  | 303  | 300  | 326  |

| 1901 | 1906 | 1911 | 1921 | 1926 | 1931 | 1936 | 1946 | 1954 |
| ---- | ---- | ---- | ---- | ---- | ---- | ---- | ---- | ---- |
| 323  | 337  | 340  | 269  | 287  | 267  | 272  | 297  | 273  |

| 1962 | 1968 | 1975 | 1982 | 1990 | 1999 | 2006 | 2008 | 2013 |
| ---- | ---- | ---- | ---- | ---- | ---- | ---- | ---- | ---- |
| 220  | 206  | 201  | 244  | 258  | 297  | 337  | 348  | 311  |

| 2018 | 2022 | - | - | - | - | - | - | - |
| ---- | ---- | - | - | - | - | - | - | - |
| 300  | 305  | - | - | - | - | - | - | - |

## Lieux et monuments
- Église Saint-Raven-et-Saint-Rasiphe des XIIIe et XVe siècles.
- Manoir de la Queue de Renard.

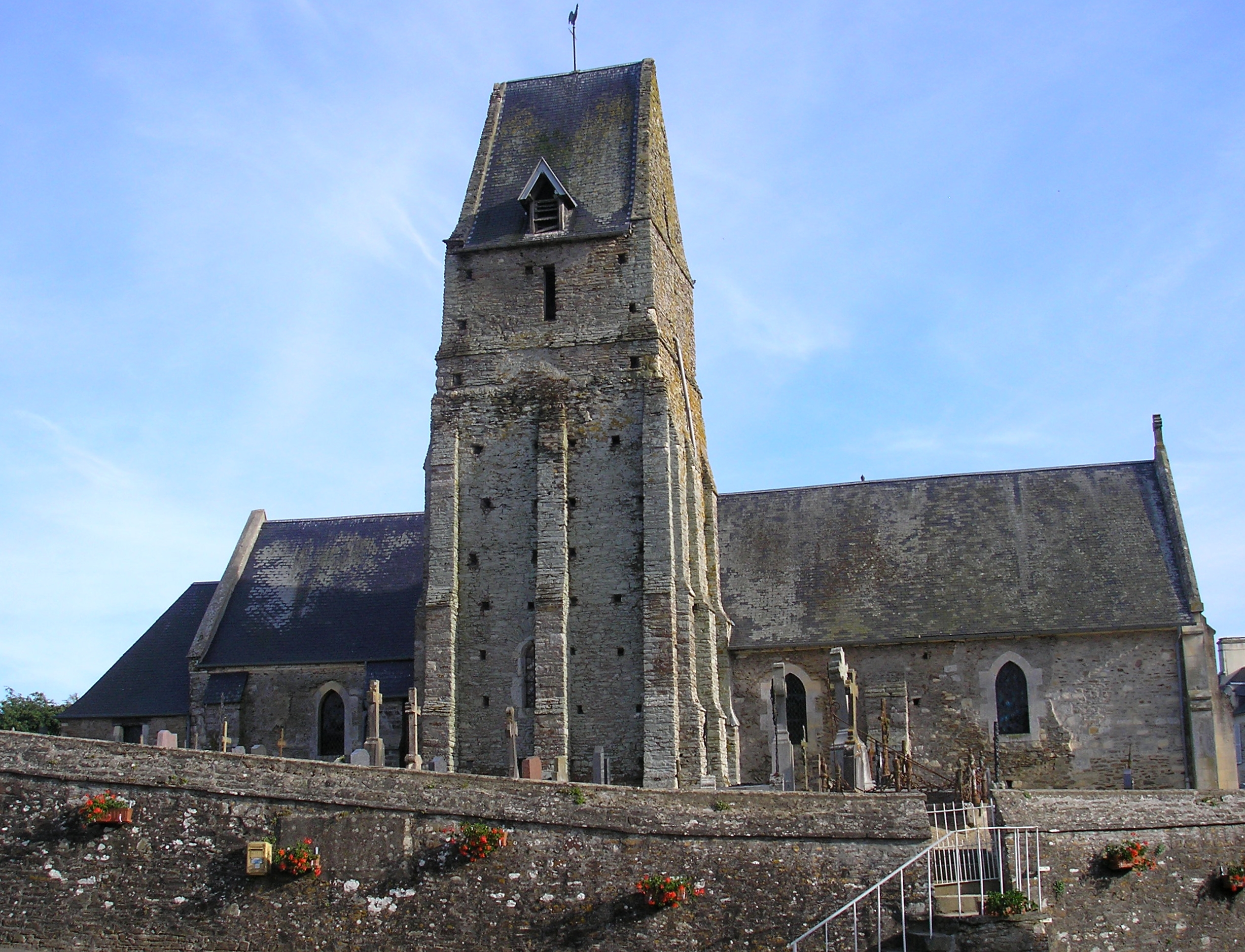
L'église.
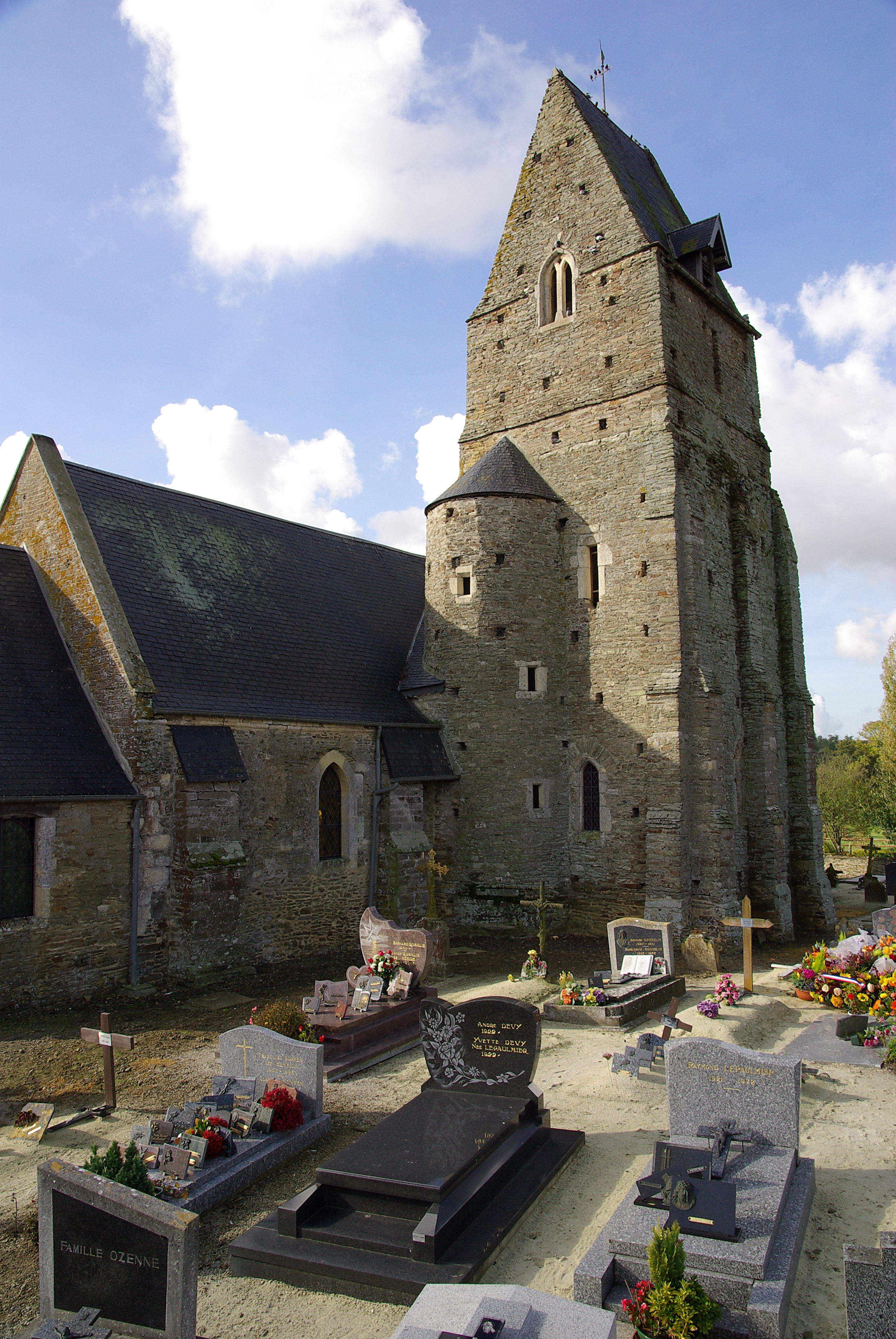
Autre vue de l'église.
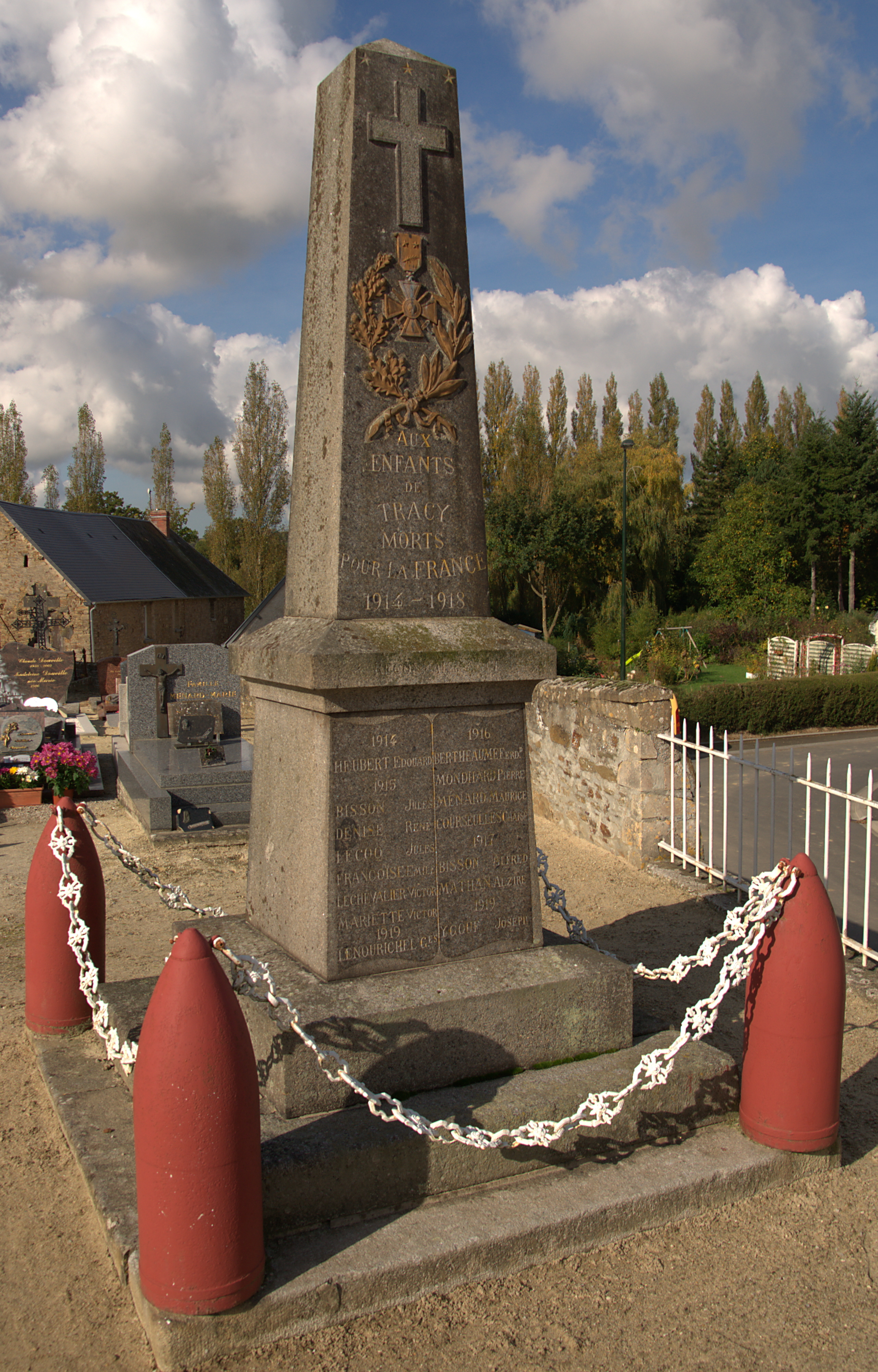
Le monument aux morts.
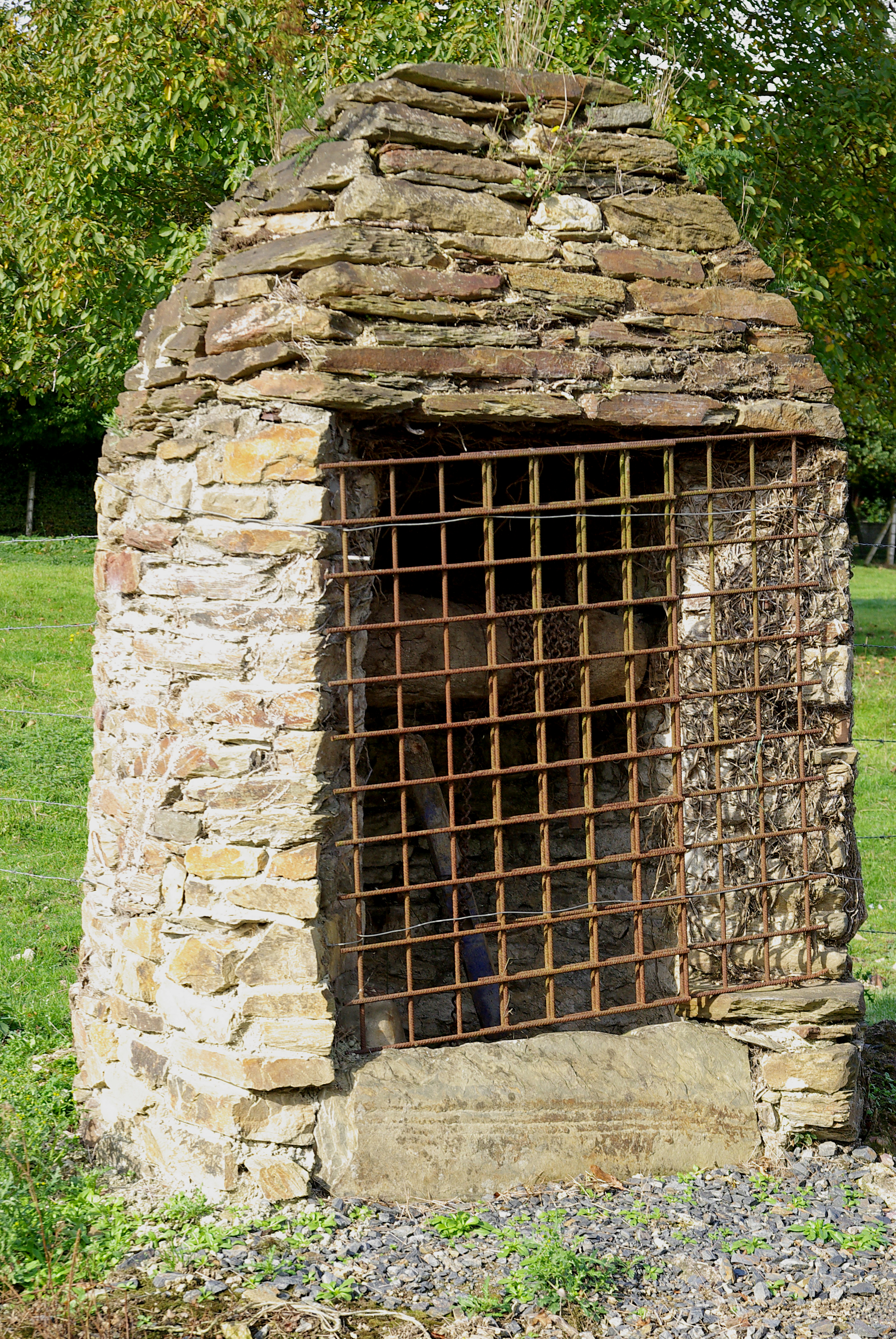
Le puits.

## Personnalités liées à la commune
- Turgis le Sire, seigneur de Tracy, ancêtre de tous les Tracy de Grande-Bretagne et les Tracey  du monde anglophone.